# يوسف جاد الحق
يوسف جاد الحق (1930-) هو كاتب فلسطيني مواليد قرية يبنا جنوب يافا. حاصل على إجازة في الأدب الإنجليزي من جامعة دمشق، وحاصل على شهادتي دكتوراه في الرواية والدراسات والأبحاث. هو رئيس تحرير مجلة صوت فلسطين في أوائل السبعينات، وعضو جمعية القصة والرواية في اتحاد الكتاب العرب، وعضو الاتحاد العام للكتاب والأدباء الفلسطينيين، وعضو رابطة الكتاب الأردنيين، وعضو رابطة الأدب الحديث في القاهرة، وعضو لجنة التزكية والقراءة للمخطوطات في اتحاد الكتاب العرب ووزارة الإعلام السورية، وعضو هيئة تحرير مجلة الموقف الأدبي.

## مؤلفات
- أشرقت الشمس، قصص، دار ممفيس للطباعة، القاهرة، 126 صفحة، 1961.[5]

- النافذة المغلقة، قصص، دمشق، 176 صفحة، 1965.[6]

- أضواء على المؤامرة الكبرى، بحث سياسي، مكتب منظمة التحرير، دمشق، 38 صفحة، 1965.[7]

- المصير، مسرحية، دمشق، 1967، 173 صفحة.[8]
- سنلتقي ذات يوم، قصص، دار الكتاب العربي، القاهرة، 122 صفحة، 1969.[9]
- قادم غداً، قصص، دمشق، 1980

- الطريق إليها، قصص، دمشق، 155 صفحة، 1990.[10]

- الأرض ترفض الجثث، قصص، دمشق، 131 صفحة، 1993.[11]

- قبل الرحيل، رواية، 1995، 312 صفحة.[12]
- وأقبل الخريف، قصص، وزارة الثقافة، دمشق، 173 صفحة، 1995.[13]

- المحاكمة، مسرحية، اتحاد الكتاب العرب، 160 صفحة، 1995.[14]

- حتى وداعاً لا تقولي، شعر، دار الفرقد، دمشق، 127 صفحة، 2000.[15]
- حواء وأصل الأشياء، قصص، اتحاد الكتاب العرب، دمشق، 101 صفحة، 2002.[16]
- القرآن ومحمد، دراسة، دار المسبار، دمشق، 599 صفحة، 2006.[17]
- محرقة غزة ونهاية الأسطورة خلفيات أسباب نتائج، نينوى للدراسات والنشر والتوزيع، دمشق، 2009، 106 صفحة، (ردمك 9789933407308).
- لقاء مع ملك الموت، اتحاد الكتاب العرب، دمشق، 2009، 200 صفحة، (ردمك 9789933428105).
- الجنية، اتحاد الكتاب العرب، دمشق، 2017، 249 صفحة، (ردمك 9789933212742 ).[18]
- أيام الرحيل، رواية، وزارة الثقافة السورية، 2018، 319 صفحة.[19]